# Hazañas Bélicas
Hazañas Bélicas, va ser una sèrie de còmics del gènere bèl·lic editats per primera vegada, l'any 1948, per Ediciones Toray, S. A., el seu creador va ser Guillermo Sánchez Boix, més conegut pel pseudònim de Boixcar. Hazañas Bélicas va tenir d'altres dibuixants i guionistes; Alan Doyer, Josep Maria Sánchez Boix, Vicente Farrés i Pedro Bertran al Dibuix. Eugenio Sotillos i Alex Simmons, al guió, entre d'altres. Malgrat la varietat de dibuixants que varen passar per la col·lecció el nom d'Hazañas Bélicas, sempre ha estat lligat, en l'imaginari popular, a Boixcar, el seu creador.

## Història
Als quaderns d'Hazañas Bélicas, s'hi narraven històries dels conflictes bèl·lics del segle xx, de la Primera Guerra Mundial, i majoritàriament de la Segona Guerra Mundial i en menor mesura de la Guerra de Corea, les narracions tenien el caire d'una crònica de guerra, des del punt de vista del soldat que lluitava en el conflicte. Aquest soldat, era un soldat qualsevol, que lluitava en una guerra, d'unes dimensions que en moltes ocasions, el desbordava. El personatge era diferent a cada historieta, sense que ni hages un de fixa.
A la primera època de publicació, les histories giren al voltant de l'exèrcit alemany i les seves conquestes arreu d'Europa. Especialment al front Oriental on s'enaltia els combatents alemanys, en contra del comunisme. Això passava quan, els crims comesos pel nazisme, ja eren coneguts, després dels Judicis de Nuremberg. L'altre front bèl·lic on es desenvolupen les històries és la Guerra del Pacífic, aquest front és el que va estrenar la sèrie, però tot seguit es va donar més importància al front de l'est, i es va apuntar a la guerra freda, Anti-Soviètica.
A la segona època de publicació, es van introduint histories on l'exèrcit aliat, va tenint un major protagonisme, a les histories es reflecteixen les victòries dels aliats, al Mediterrani, el Pacific i el nord d'Africà. Aquest canvi de rumb al còmic, s'entén pel canvi, en les simpaties que el règim franquista, deixa de tenir pels alemanys, després dels pactes de cooperació, entre els Estats Units d'Amèrica i l'Espanya franquista, a principis dels anys cinquanta, aquests pactes desplacen les simpaties per l'Alemanya nazi a favor de les tropes Aliades.

## Autors

### Dibuixants
- Boixcar, pseudònim de Guillermo Sánchez Boix,aquest dibuixant va ser el creador de la sèrie amb l'ajuda a l'entintat,(excepte els rostres) de José Martínez Piles i de José Martínez,[4] malgrat que més endavant, la varen dibuixar d'altres autors, el nom d'Hazañas Bélicas, sempre ha estat lligat al nom de Boixcar.
- Jordi Longarón i Llopart, va néixer a Barcelona, l'any 1933, Dibuixant. Alguns dels seus treballs més coneguts són la icona del soldat que sortia a totes les portades dels quaderns d‘Hazañas Bélicas i Friday foster que va dibuixar pel The Chicago Tribune i d'altres diaris entre els anys, 1969 - 1973.[5]
- Vicente Farrés, és el nom artístic, de Vicenç o Vicente Farrés Sensarrich. Dibuixant de còmic. Neix a Igualada (Catalunya) l'any 1923 i mor a Barcelona l'any 2009. És un dibuixant de línia ràpida i sovint mimètica, però d'una eficaç, visió comercial.[6]
- Alan Doyer, Alan Doyer, Pseudònim de, José Espinosa Serrano, dibuixant i guionista, de còmics. Neix l'any 1936 i mor el 1995 a Barcelona va treballar essencialment per agències, es feu famós al mercat català i espanyol, pels personatges de Johnny Comando y Gorila (1958) Usava com a pseudònims Alan Doyer, A.Doyer i Serra.

- Jaime Forns, és un dibuixant de còmics. En el mercat autòcton va treballar per l'editorial Toray a la sèrie Hazañas Bélicas i Relatos de Guerra, entre d'altres.

#### Guionistes
- Eugenio Sotillos, Pseudònim de Eugenio Sotillos Torrent, Català, Guionista de còmic i novel·lista de quiosc, o novel·la popular, es va fer popular pels seus personatges (bèl·lic i humorístic) Johnny Comando i Gorila.[7]
- Alex Simmons, Pseudònim d'Enrique Sánchez Pascual. (Madrid,1918- Barcelona, 1996) Alex Simmons, és el pseudònim que feia servir majoritàriament quan escrivia guions de temàtica Bèl·lica.
- Jesús Rodríguez Lázaro. Fins a l'any 1939, s'anomena, Floreal Rodríguez Lázaro. Català, Guionista de còmic i novel·lista de quiosc, o novel·la popular.

## Dades de publicació
A la publicació d'Hazañas Bélicas per part de l'Editorial Toray hi ha, dues èpoques diferenciades.
Primera Època, de l'any 1948 al 1949, es varen publicar, 29 números ordinaris.
Segona Època, de l'any 1950 al 1958, es varen publicar, 321 números setmanals i ordinaris més 1 extraordinari, 8 almanacs, i 10 almanacs posteriors a 1958.
El 1958, l'editorial Toray, edita dues noves col·leccions, amb l'epígraf Hazañas belicas, aquestes edicions es coneixen pel color de les seves portades, una de color blau, i l'altre de color vermell. A la de color vermell hi van participar diversos autors, en aquesta sèrie, per primera vegada, hi apareixen dos personatges fixes, anomenats Johnny Comando i Goril·la. Obra de Eugenio Sotillos, al guió i Alan Doyer, al dibuix.
A la de color blau, comença reeditant les pàgines de Boixcar i més endavant publica pàgines inèdites amb altres guionistes, i dibuixants.
Per d'altra banda, és dels còmics, més reeditats, en un període de quaranta anys.
L'any 2012, es fa una reedició, del dibuixant Jordi Longarón.
| Títol                       | Format            | Enquadernació | Preu            | Mides               | Números Publicats | Anys         | Notes                                                    |
| --------------------------- | ----------------- | ------------- | --------------- | ------------------- | ----------------- | ------------ | -------------------------------------------------------- |
| Hazañas Bélicas             | Quadern           | Grapa         | 1,25 pts.       | 17 x 24 cm.         | 29                | 1948 al 1949 | 1ª serie, col·lecció, sense numeració.                   |
| Hazañas Bélicas             | Quadern           | Grapa         | 1,50 - 2 pts.   | 17 x 24 cm.         | 321               | 1950 al 1963 | 2ª serie, col·lecció numerada.                           |
| Hazañas Belicas             | Llibre            | Rústica       | ?               | 18 x 24 cm.         | 1 ?               | 1952         | Redistribució amb àlbum de la col·lecció de 1950         |
| Hazañas Bélicas             | Quadern           | Grapa         | 5 i 6 pts.      | 17 x 24 cm.         | 371               | 1957 al 1971 | Numero Extra. Portada, blava.                            |
| Hazañas Bélicas             | Llibre            | Rusticà       | 5 i 6 pts.      | 17 x 24 cm.         | 328               | 1958 al 1971 | Serie Especial. Portada, Vermella                        |
| Hazañas Bélicas             | Quadern           | Grapa         | 1,50 - 2 pts.   | 17 x 24 cm.         | 321               | 1950 al 1963 | a portada :Novelas graficas de                           |
| Hazañas Bélicas             | Quadern           | Grapa         | 8 / 10 /12 pts. | 21 x 15 cm.         | 252               | 1961 al 1971 | a portada :"Novelas graficas de"                         |
| Boixcar                     | Quadern           | Grapa         | 12 pts.         | 21 x 15 cm.         | 110               | 1965 al 1969 | ¨Obras Completas"                                        |
| Hazañas Bélicas             | Quadern           | Grapa         | 25 pts.         | 23 x 16 cm.         | 6 ?               | 1972         | "Selección de Novelas graficas". Toray, 1972             |
| Hazañas Bélicas             | Quadern           | Grapa         | 25 a 160 pts.   | 27 x 19/19 x 27 cm. | 187?              | 1973 al 1988 | Editorial: Ediciones Ursus                               |
| Gorila                      | Quadern           | Grapa         | 10 a 20 pts.    | 21 x 15 cm.         | 17 ?              | 1973         | Editorial: Ediciones Ursus (1973)                        |
| Gorila                      | Quadern           | Grapa         | 50/60 pts.      | 27,5 x 19,5 cm.     | 8?                | 1980         | Editorial: Ediciones Ursus (1973)                        |
| Hazañas Bélicas             | Quadern, Apaïsat  | Grapa         | 125/135 pts.    | 19 x 26 cm.         | 24                | 1987         | Editorial: G4 EDICIONES S.A.                             |
| Hazañas Bélicas             | Quadern, Vertical | Grapa         | 175 pts.        | 26 x 19 cm.         | 20                | 1987         | a portada :"Novelas graficas de"                         |
| Johnny Comando y Gorila     | LLibre            | cartoné       | ?               | ?                   | 5                 | 1992         | Serie Especial de 5 toms, amb un total de 90 episodis.   |
| Hazañas Bélicas             | LLibre            | cartoné       | ?               | 27 x 21 cm.         | 18                | 1996         | Serie Especial de 18 toms, amb un total de 352 episodis. |
| Las Mejores Hazañas Bélicas | Llibre            | cartoné       | 17,95 €         | 16,6 x 23 cm.       | 1                 | 2012         | Editorial: EDT                                           |